# Víctor Díaz (ur. 1988)
Víctor Díaz Miguel (ur. 12 czerwca 1988 w Sewilli) – hiszpański piłkarz występujący na pozycji obrońcy w Granadzie.